# 清川虹子
清川 虹子（きよかわ にじこ、1912年〈大正元年〉11月24日 - 2002年〈平成14年〉5月24日）は、日本の女優。本名：関口 はな。千葉県東葛飾郡松戸町（現：松戸市）出身。淡路尋常小學校卒業、神田高等女學校中退。

## 人物・略歴
1924年、東京府東京市神田区の尋常小學校を卒業。神田高等女學校を中退。1928年、川上貞奴主宰の児童劇団へ入団し、貞奴最後の弟子となる。1929年、市民座へ入り、座員の中条金之助と結婚（1男を儲けるが、のちに離婚）。同年、山村聡主宰の新劇へ移籍。1933年、笑の王国に参加。1934年、東宝製作の『只野凡児・人生勉強』でスクリーンデビュー。1942年、東宝社長の大沢善夫の弟である大沢清治と結婚して芸能界を引退したが、1947年に夫と死別。
その後、芸能界に復帰し、『サザエさん』シリーズに磯野フネ（舟）役でレギュラー出演した。1949年、新東宝などの喜劇作品で多数共演した伴淳三郎と結婚したが、伴のあまりの女癖の悪さが原因で1959年に離婚（但し、交流は伴の死まで続いた）。1960年代後半からは藤純子主演の『緋牡丹博徒シリーズ』、若山富三郎主演の『極道シリーズ』などに助演し、東映の仁侠映画を支えた。1983年、『楢山節考』に出演し、70歳にして初ヌードを披露した。榎本健一や伴らと並ぶ喜劇役者として大成し、喜劇女優の代表格とされた。
1987年、芸団協芸能功労者として表彰。
1989年、友部達夫の年金党に参加。第15回参議院議員通常選挙比例代表に出馬したものの落選（選挙運動での桃太郎のコスプレが話題となったほか、オレンジ共済組合事件発覚時は「騙された!」と号泣していた）。1990年勲四等瑞宝章を受章。
1998年頃から体調を崩して入退院を繰り返していた。2002年5月24日午前3時37分、肺出血のため神奈川県川崎市高津区の病院で死去。満89歳没（享年91）。
『サザエさん』シリーズで共演していた歌手・女優の江利チエミとは公私にわたり親交があり、芸能界デビュー前に実母を亡くしていたチエミからは「お母さん」と呼ばれて実母のように慕われていた。だが、1982年2月にチエミが45歳の若さで急病死し、清川は大きなショックを受けたようで「チーちゃん（チエミの愛称）、ウソでしょう…」と泣き崩れていた。
一般社団法人映像コンテンツ権利処理機構においては不明権利者とされている。

## 栄典
- 1990年 - 勲四等瑞宝章受章[5]

## 主な出演作品

### 映画
- 只野凡児・人生勉強（1934年）
- サーカス五人組（1935年） - 女給・おきよ 役
- 吾輩は猫である（1936年） - 車夫の女房
- これは失礼（1936年）
- 彦六大いに笑ふ（1936年） - おあさ 役
- 見世物王国（1937年）
- 巨人傳（1938年） - お仙 役
- 綴方教室（1938年） - 正子の母・お雪 役
- 忠臣蔵（1939年）
- 白蘭の歌（1939年） - 芸者・歌丸 役
- 樋口一葉（1939年）
- 煉瓦女工（1940年）‐ お作 役
- 新編 坊っちゃん（1941年）
- 白鷺（1941年） - 内箱おかに 役
- 阿波の踊子（1941年） - おきよ 役
- 昨日消えた男 (1941年の映画)（1941年） - 女房・おこん 役
- 愛情診断書（1948年）
- エノケンのホームラン王（1948年）
- 生きている画像（1948年） - お神さん 役
- 果てしなき情熱（1949年） - 石狩すて 役
- ジャコ萬と鉄（1949年） - マサ 役
- のど自慢狂時代（1949年） - およし 役
- 小原庄助さん（1949年） - マーガレット中田 役
- おどろき一家（1949年） - 奥様・くら子 役
- 青空天使（1950年） - 安吉の女房 役
- 腰抜け二刀流（1950年） ‐ おとせ 役
- 母情（英語版）（1950年）
- 鞍馬天狗　大江戸異変　（1950年）
- バナナ娘（1950年）
- 目下恋愛中（1951年）
- 母は慕いて（1951年）
- 東京河童まつり（１951年）
- のど自慢三羽烏（1951年）
- 極楽六花選（1951年）
- 歌くらべ荒神山（1952年）- 神戸長吉女房 お安 役
- 大当たりパチンコ娘（1952年）
- 青春ジャズ娘（1953年） - 皆川夫人 役
- 阿波おどり狸合戦（1954年） - 腰元・おむつ 役
- ハワイ珍道中（1954年） - 清子 役
- 二十四の瞳（1954年） - よろずや
- エノケンの天国と地獄（1954年）
- お嬢さん先生（1955年）
- 綱渡り見世物侍（1955年） ‐ 座頭蘭々斎天花 役
- くちづけ (1955年の映画)（1955年） - 金井テツ子 役
- 花嫁会議（1956年） - 宮本先生 役
- 若い樹（1956年） - 小泉かつ子 役
- 白夫人の妖恋（1956年） - 姣容 役[7]
- 気違い部落（1957年） - 木崎お紺 役
- てんてん娘（1958年） - 質屋の女房・お勝 役/お蘭 役
- サザエさんシリーズ - 磯野フネ（舟）役
  - サザエさん（1956年）
  - 続・サザエさん（1957年）
  - サザエさんの青春（1957年）
  - サザエさんの婚約旅行（1958年）
  - サザエさんの結婚（1959年）
  - サザエさんの新婚家庭（1959年）
  - サザエさんの脱線奥様（1959年）
  - サザエさんの赤ちゃん誕生（1960年）
  - サザエさんとエプロンおばさん（1960年）
  - 福の神 サザエさん一家（1961年）
- 大学の石松シリーズ 女群突破（1957年） ‐ 大前田リン子 役
- どん底（1957年） - 飴売り・お滝 役
- 大学の侍たち（1957年） - 大久保常子 役
- 美貌の都 (映画)（1957年） - 泉加代 役
- 鰯雲 (映画)（1957年） - タネ 役
- 花嫁三重奏（1958年） - お豊 役
- 女侠一代（1958年）【主演作】
- 惜春鳥（1959年） - 峰村卓也の母 役
- 恐妻党総裁に栄光あれ（1960年） - 増子夫人 役
- 殴り込み艦隊（1960年）
- あれが港の灯だ（1961年） - 後藤きよ 役
- 草を刈る娘（1961年） - ため子婆さん 役
- 銀座の恋の物語（1962年） - お松 役
- 雲の上団五郎一座（1962年） - 女房・おしま 役
- 秋津温泉（1962年） - 酒場の女将
- 拝啓天皇陛下様（1963年） - 井上セイ子の伯母
- 悪名波止場（1963年）
- ひばり・チエミのおしどり千両傘（1963年） - 岩風 役
- 学園広場（1963年） ‐ 野田先生 役
- おかしな奴（1963年） - 高水やす 役
- 路傍の石（1964年） ‐ おとき 役
- 潮騒（1964年） - 久保とみ 役
- 越後つついし親不知（1964年） - おさと 役
- ひばり・チエミ・いづみ 三人よれば（1964年） - 清国ます子 役
- 沓掛時次郎 遊侠一匹（1966年） - おろく 役
- 昭和残侠伝 血染の唐獅子（1967年） - おつた 役
- 続・何処へ（1967年） - 西郷ハル 役
- 君は恋人（1967年、日活)
- 極道（1968年） - 島村みね子 役
- 帰ってきた極道（1968年）
- 緋牡丹博徒シリーズ
  - 緋牡丹博徒（1968年）
  - 緋牡丹博徒 花札勝負（1969年）
  - 緋牡丹博徒 二代目襲名（1969年）
- 待っていた極道（1969年）
- 旅に出た極道（1969年） - みね子 役
- 女親分 喧嘩渡世（1969年） - 村岡スミ 役
- 喜劇 女は度胸（1969年）
- 極道ペテン師（1969年） - オタケ 役
- やくざ渡り鳥 悪党稼業（1969年）
- 極道釜ヶ崎に帰る（1970年）
- 喜劇 女もつらいわ（1970年） - 西野咲江 役
- 監獄人別帳（1970年） - お銀 役
- 関東テキヤ一家 天王寺の決斗（1970年） - 朝比奈六 役
- 極道兇状旅（1970年）
- 極道罷り通る（1972年）
- 夜の女狩り（1972年） - 竜岡スエ 役
- 釜ヶ崎極道（1973年）
- 極道VSまむし（1974年） - 島村みね子 役
- ギャンブル一家チト度が過ぎる（1978年）
- 復讐するは我にあり（1979年） - 浅野ひさ乃 役
- 蒲田行進曲（1982年） - ヤスの母 役
- 楢山節考（1983年） - おかね 役
- ミナコ逃げるな（1983年）[8]
- イタズ 熊（1987年） - 野村げん 役
- 女咲かせます（1987年） - 熊井キン 役
- 東方見聞録 (映画)（1992年） - 時姫の祖母 役
- 釣りバカ日誌スペシャル（1994年） - 田宮はな 役
- 平成狸合戦ぽんぽこ（1994年） - おろく婆 役（声の出演）
- 美味しんぼ（1996年） - 井戸正子 役 役
- GOING WEST 西へ…（1997年） - 倉田キヌエ 役
- ねじ式（1998年） - ツベの祖母 役【特別出演】
- ガメラ3 邪神覚醒（1999年） - 守部家の刀自（龍成・美雪の祖母） 役
- 故郷（1999年） - 比嘉タミ 役
- 夜を賭けて（2002年） - ヨドギ婆さん 役【遺作】

### テレビドラマ
- てなもんや三度笠（1962年、テレビ朝日）
- 水戸黄門（1964年-1965年、TBS） ※ブラザー劇場版
- サザエさん（1965年、TBS）
- 渥美清の泣いてたまるか 第3話「ビフテキ子守唄」（1966年、TBS）
- ママとおふくろ（1965 ‐ 1966年） ‐ 春山みよ 役
- 意地悪ばあさん 第22話「三ない運動の巻」（1968年、YTV / C.A.L）
- 大奥（1968年、関西テレビ）-　お玉の方（桂昌院）の生母役
- あひるヶ丘77（1968年 - 1969年、フジテレビ）- 菊枝
- 徳川おんな絵巻 第9話「新入り女中大活躍」、第10話「女と男の決闘」（1970年、KTV）
- 水戸黄門 第4部 第24話「牢破り -石巻-」（1973年、TBS / C.A.L）- お豊
- 伝七捕物帳 第8話「ばってん母ちゃん江戸日記」（1973年、NTV）- お寅
- 夜明けの刑事 第39話「女子高校生の甘い罠」（1975年8月27日、TBS / 大映テレビ） - 田中勝江
- 火曜日のあいつ　第13話「地震・かみなり・火事・かあちゃん！」（1976年　TBS・東宝）-五郎の母
- 火の国に（1976年、NHK連続テレビ小説）- おちか
- 気まぐれ天使（1976年12月22日、NTV）- プリンセス下着社長
- 新・必殺仕置人 第6話「偽善無用」 (1977年、必殺シリーズ) ばやしが聞こえる（1977年、NTV）
- 桃太郎侍 （NTV）
  - 第105話「北の岬の渡り鳥」（1978年）- おかつ
  - 第159話「田之助の婿入り志願」（1979年）- おこう
- 遅咲きの梅（1980年、MBS）
- 土曜ワイド劇場「欲望の海峡」（1980年、ABC）
- 特命刑事 第8話「お父ちゃんのダイヤモンド」（1980年、NTV）
- 小児病棟 〜カネボウヒューマンスペシャル(1)〜（1980年12月3日、NTV） - 佐々木スエ
- 同心暁蘭之介 第18話「母子鳥いつの日」（1982年、CX）
- ザ・サスペンス「誘拐山荘」（1982年、TBS）
- 土曜ドラマ（NHK）
  - 翔べ! 南十字星号（1982年）
  - 女たちの帝国（1997年） - 緒形直子
- 火曜サスペンス劇場（NTV）
  - 「悪魔が忍び込む」（1985年7月、東映）
  - 「切り裂き魔」（1987年）
  - 黒衣の天使（2000年）
- 北の海峡（1988年5月3日、NHK）- 坂上しげ
- 乱歩賞作家サスペンス「シンデレラな未亡人」（1988年、KTV）
- 日輪の翼（1999年、NHK）
- 北条時宗（2001年、NHK大河ドラマ）

### バラエティー
- ジェスチャー（NHK）
- ライオンのいただきます（フジテレビ）
- 天才・たけしの元気が出るテレビ!! (日本テレビ)

他多数

### CM
- 永井海苔（1990年）

### 舞台
- 夏休みだよ!サザエさん（1978年8月1日 - 8月23日、新宿コマ劇場） - 磯野フネ 役[9]

## 著書
- 『恋して泣いて 芝居して』（主婦の友社、1983年）
- 『みんな寂しいの だから笑って』（佼成出版社「ダルマブックス」、1987年）
- 『清川虹子の愛と涙の交遊録』（廣済堂出版、1988年）
- 『役者馬鹿 女の一笑』（婦人画報社「女の自叙伝」、1988年）
- 『みんな死んじゃった』（双葉社、1999年）、口述回想

## レコード
- 運ちゃんのサバドビア（中沢信一[10]とデュエット。1970年）